# 3G

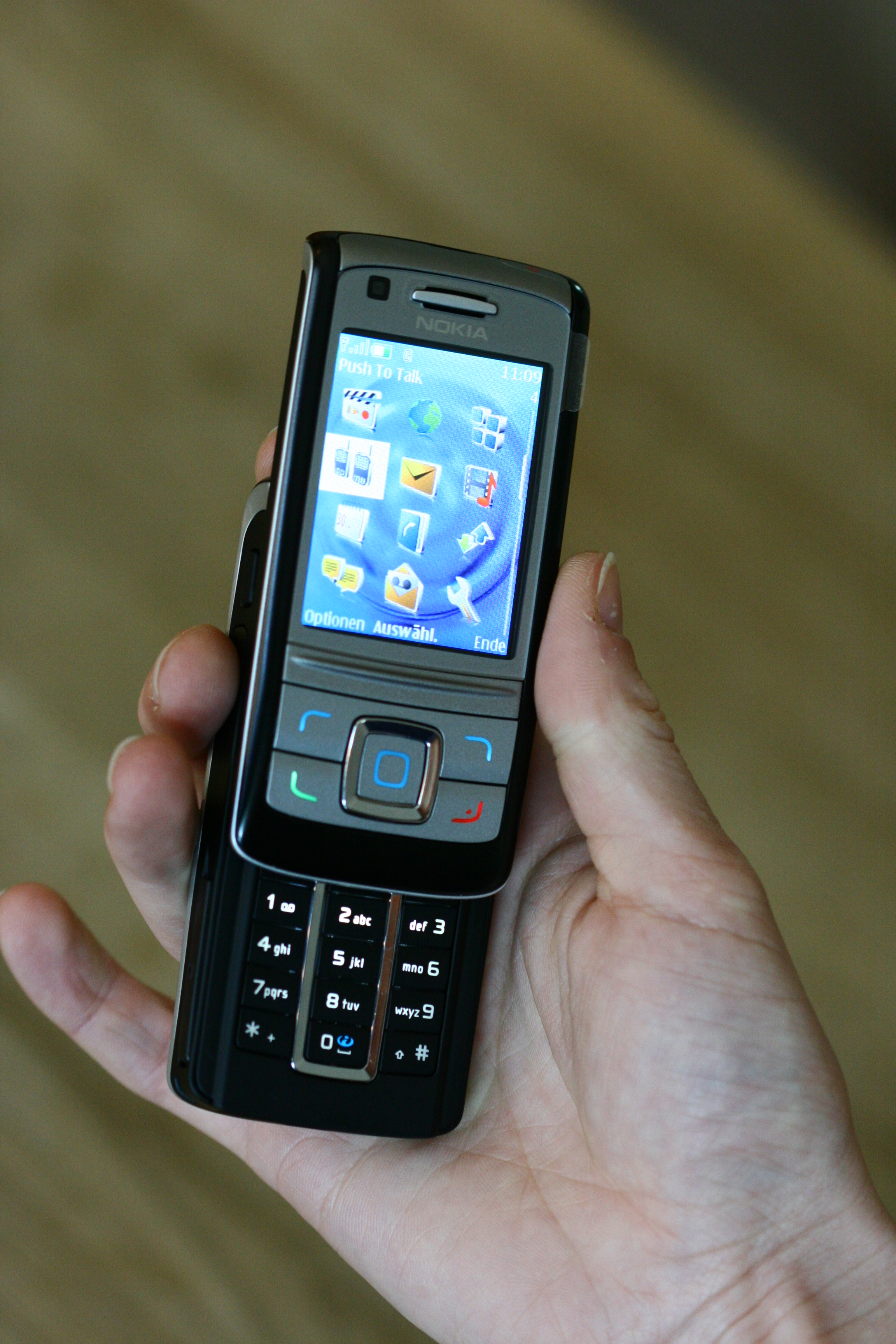
Телефон Nokia 6280 з підтримкою стандарту UMTS

3G (англ. 3rd Generation) — «третє покоління технології мобільного зв'язку» — набір послуг, який включає високошвидкісний мобільний доступ до мережі Інтернет та технологію радіозв'язку.

## Загальні характеристики
Мережі третього покоління (3G) працюють на частотах дециметрового діапазону (близько 2 ГГц), швидкість передачі даних становить понад 2 Мбіт/с. Такі мережі надають можливість організувати відеозв'язок, дивитись на мобільному телефоні фільми й телепрограми та ін. У світі існує два стандарти 3G: UMTS (чи W-CDMA) та CDMA2000.
UMTS більш розповсюджений в основному в Європі, CDMA2000 — в Азії та США. За даними Wireless Intelligence, на кінець 2006 року у світі нараховувалось 364 млн абонентів 3G, з них 93,5 млн були підключені до мереж UMTS та 271,1 млн — до CDMA2000. Найбільший оператор — японський NTT DoCoMo (40 млн абонентів).
Вирішення цієї проблеми (сумісність стандартів та глобальний роумінг) абсолютно аналогічне сьогоднішньому — розробка багатомодових терміналів, що можуть працювати у двох і більше стандартах.
Термін «3G» використовується для опису сервісів мобільного зв'язку стандартів наступного покоління, які забезпечують вищу якість звуку, а також високошвидкісний інтернет-зв'язок та мультимедійні сервіси. Мобільні мережі третього покоління (3G) відрізняються від мереж другого покоління (2G), як-от, наприклад, цифровий стандарт мобільного зв'язку GSM, зв'язок перехідного покоління (2.5G) GPRS набагато більшою швидкістю передачі даних, а також ширшим набором і високою якістю послуг, що надаються.

## Характеристики стандартів 3G
Інноваційна діяльність з розробки 3G (UMTS і CDMA2000) розпочалася у 1992 році.
У 1999 році МСЕ затвердив 5 радіоінтерфейсів IMT-2000 як частину Рекомендації ITU-R M.1457. У 2007 році до них доданий WiMAX.
До переліку стандартів увійшли так звані «еволюційні стандарти» (EDGE і CDMA), що є зворотно сумісними з існуючими мережами покоління 2G, а також «революційні стандарти», що потребують нового обладнання та працюють на інших частотах. До «революційних» стандартів належать сімейство UMTS, що визначене в стандартах, розроблених для IMT-2000, а також незалежно розроблені стандарти DECT і WiMAX, які включено, оскільки вони відповідають визначенню IMT-2000.
| Стандарти, сумісні з ITU IMT-2000 | Прийняті назви | Прийняті назви | Канал даних         | Оновлення до pre-4G | Дуплекс | Канал радіочастот | Опис                                                       | Географічні зони                           |
| --------------------------------- | -------------- | -------------- | ------------------- | ------------------- | ------- | ----------------- | ---------------------------------------------------------- | ------------------------------------------ |
| TDMA Single‑Carrier (IMT‑SC)      | EDGE (UWC-136) | EDGE (UWC-136) | EDGE Evolution      | —                   | FDD     | TDMA              | еволюційне оновлення над GSM/GPRS                          | увесь світ окрім Японії та Південної Кореї |
| CDMA Multi‑Carrier (IMT‑MC)       | CDMA2000       | CDMA2000       | EV-DO               | UMB.                | FDD     | CDMA              | еволюційне оновлення над cdmaOne (IS-95)                   | Америка, Азія, деякі інші регіони          |
| CDMA Direct Spread (IMT‑DS)       | UMTS           | W-CDMA.        | HSPA                | LTE                 | FDD     | CDMA              | сімейство, що є еволюційним оновленням над сімейством GSM. | увесь світ                                 |
| CDMA TDD (IMT‑TC)                 | UMTS           | TD‑CDMA        | HSPA                | LTE                 | TDD     | CDMA              | сімейство, що є еволюційним оновленням над сімейством GSM. | Європа                                     |
| CDMA TDD (IMT‑TC)                 | UMTS           | TD‑SCDMA       | HSPA                | LTE                 | TDD     | CDMA              | сімейство, що є еволюційним оновленням над сімейством GSM. | Китай                                      |
| FDMA/TDMA (IMT‑FT)                | DECT           | DECT           | —                   | —                   | TDD     | FDMA/TDMA         | short-range; стандарт для радіотелефонів                   | Європа, США                                |
| IP‑OFDMA                          |                |                | WiMAX (IEEE 802.16) | WiMAX (IEEE 802.16) | TDD     | OFDMA             |                                                            | увесь світ                                 |

1. ↑  Також можливе бути оновленням над PDC або D-AMPS.
2. ↑  розробка припинена на користь LTE[4]
3. ↑  також знаний як FOMA;[5]
UMTS — це загальна назва стандарту, до якого входить декілька радіоінтерфейсів.
4. ↑  також знаний як UTRA-FDD та W-CDMA. Остання назва інколи використовується як синонім до UMTS, ігноруючи інші радіоінтервейси, що входять до сімейства UMTS[5]
5. ↑  також знаний як UTRA-TDD 3.84 Mcps high chip rate (HCR)
6. ↑  також знаний як UTRA-TDD 1.28 Mcps low chip rate (LCR)

Попри те, що EDGE формально відповідає специфікаціям 3G, більшість телефонів, що підтримують GSM/UMTS, ідентифікують EDGE як «2.75G», а UMTS як «3G».

## 3G в Україні
1 листопада 2007 року державне підприємство Укртелеком запустило мережу мобільного зв'язку 3G під брендом Utel. Мережа «Utel» працювала в стандарті UMTS 2100 з надбудовою HSDPA (3,5G). З 2012 р. її правонаступником стала компанія ТриМоб, яка теж працює з цією надбудовою. Якщо в базовій версії UMTS забезпечує пікові швидкості від 2 Мбіт/c для статичних об'єктів поблизу стільникової комірки та 384 Кбіт/с для мобільних абонентів, то для пристроїв, що підтримують HSDPA, швидкості в теорії можуть досягати 14,4 Мбіт/с. На практиці ж вони рідко перевищують 3 Мбіт/c, а в умовах високих, щільних забудов та завантаженості мережі — ще менше. Даний стандарт зв'язку дає змогу здійснювати відеодзвінки, забезпечує широкосмуговий доступ до Інтернету, а також дозволяє переглядати потокове відео в online.
Після приєднання у 2013 році CDMA UKRAINE до Інтертелекому в Україні стали діяти такі оператори мобільного 3G-зв'язку:
- ТриМоб
- Інтертелеком
- PEOPLEnet
- Vodafone Україна

23 липня 2014 року Президент України Петро Порошенко підписав Указ № 613/2014 про забезпечення умов для впровадження сучасних телекомунікаційних технологій ІМТ-2000 (3G/UMTS).
23 лютого 2015 року в ході торгів за отримання ліцензії 3G між трьома найбільшими операторами мобільного зв'язку України (Київстар, Vodafone Україна та Lifecell. Перший лот відійшов оператору Lifecell. Компанія «Астеліт» заплатила за нього 3,35 млрд грн, перебивши пропозицію «МТС Україна» розміром у 3,22 млрд грн. За оцінками конкурентів на тендері, компанія переплатила 600 мільйонів гривень. Переможцем по другому лоту стала «МТС Україна». Компанія не підвищувала початково запропоновану ставку і придбала другу ліцензію за 2,71 млрд грн. Останній третій лот автоматично перейшов «Київстару» за підсумками голосування НКРЗІ. Сума, яку компанія заплатила за частоту, як і передбачалося, склала 2,7 млрд грн.
За умовами тендеру оператори зобов'язалися протягом 18 місяців після проведення конкурсу запустити мережу третього покоління на території всіх обласних центрів України, а протягом 6 років — на території всіх районних центрів і всіх населених пунктів з населенням понад 10 тис. осіб.
Крім того, за умовами договору оператори повинні були перерахувати Міністерству оборони України за проведення конверсії радіочастот мінімум 1,6 млрд грн (сума може бути збільшена з урахуванням інфляції — ІФ). Оплата конверсії повинна здійснюватися пропорційно кількості лотів в рівних пропорціях і на рівних умовах. Перший етап проведення конверсії, яка буде здійснюватися за рахунок переможців тендеру, займе 23 місяці, другий етап триватиме 18 місяців, третій — 17 місяців. Перші кошти вони уже перерахували.
Станом на вересень 2017 року в Україні було 20 тис. базових станцій, через які надавалися послуги 3G.
9 листопада 2016 року представник Київстару Петро Чернишов відкрито звинуватив запорізьке комунальне підприємство «Міські теплові мережі» в тому, що в м. Запоріжжі немає 3G, яке не пускає фахівців мобільної мережі на свої об'єкти і вимагає від мобільних операторів орендної плати. Мер міста Володимир Буряк швидко відреагував на ситуацію і заявив: «Вже дав розпорядження керівнику концерну «Міські теплові мережі» надати доступ операторам мобільного зв'язку».
10 листопада 2016 року запоріжці, що користуються зв'язком мобільного оператора Vodafone, стали отримувати смс-повідомлення про швидке «пришестя» 3G-інтернету. За запевненням оператора, новий стандарт зв'язку буде введений вже в листопаді 2016 року.
16 листопада 2016 року, Генеральний штаб Збройних Сил України дозволив використання базових станцій 3G в м. Запоріжжі, а вже 17 листопада 2016 року одразу два оператори — Київстар та Lifecell — оголосили про запуск мережі 3G в Запоріжжі. З 25 листопада 2016 року Vodafone почав поетапний запуск 3G мережі в Запоріжжі.

## Згортання мереж 3G

### Австралія
Наприкінці серпня 2023 року, Telstra, Optus та Vodafone, тобто три найбільші телекомунікаційні компанії Австралії, оголосили про поступове згортання своїх мереж третього покоління (3G). Vodafone стане першим мобільним оператором, який повністю відключить мережу 3G на австралійському континенті. Очікується, що це станеться 15 грудня 2023 року. Слідом за Vodafone, аналогічним чином вчинить і Telstra, найбільший телекомунікаційний оператор Австралії. Компанія припинить надання послуг 3G 30 червня 2024 року, що відповідає її постійним зусиллям з підвищення продуктивності мережі та надання для користувачів передових стандартів зв’язку. Провайдер Optus буде останнім з «великої трійки», який відмовиться від 3G. Компанія планує підтримувати роботу своїх 3G-мереж до вересня 2024 року, але поступово переходитиме на більш сучасні технології.

### США
1 січня 2023 року, компанія Verizon, яка останньою серед американських операторів мобільного зв’язку надавала послуги за стандартом 3G, припинила роботу з цією застарілою технологією. Точніше кажучи, відключення відбувалося протягом 31 грудня 2022 року. Таким чином історія 3G у США офіційно добігла свого кінця.

### Греція
Станом на початок 2023 року, на ринку мобільного зв’язку Греції працюють три оператори: «Nova» (раніше знаний як Wind Hellas), «Vodafone Greece» та «Cosmote». Усі оператори ухвалили рішення про відключення 3G-мереж, а дехто з них – вже навіть завершив цей процес. Так, телекомунікаційна компанія «Cosmote», процес відключення мереж мобільного зв’язку у стандарті 3G розпочала у вересні 2021 року та завершила його до кінця року. «Nova» повністю відімкне свої мережі 3G до кінця березня 2023 року. Компанія «Vodafone Greece» проінформувала своїх клієнтів про те, що нею вже розпочато процес поступового відключення мережі 3G, він завершиться по всій країні протягом першої половини 2023 року.

### Україна
В травні 2024 року, оператор мобільного зв’язку «Київстар» почав розсилати своїм абонентам відповідні SMS-повідомлення щодо припинення підтримки 3G.
27 грудня 2024 року оператор мобільного зв’язку «Київстар» оголосив про відімкнення технології 3G у деяких населених пунктах України. Це рішення прийнято з метою покращення якості мобільного інтернету та підготовки мережі до впровадження сучасніших технологій, таких як 5G. «Київстар» визначив перші населені пункти України, де буде вимкнено 3G, зокрема: у Черкаській області (м. Сміла) — 28 січня 2025 року; Львівській області (м. Львів, Львівський район, міста Жовква та Винники).